# Kulturapotek
Kulturapoteken utgörs av fyra kulturhistoriskt intressanta apotek i Sverige, som när apoteksmarknaden avreglerades 2009 förblev statliga.
De fyra utgörs av Apoteket Lejonet, Malmö, Apoteket Svanen, Lund, Apoteket Korpen i Stockholm och Apoteket Storken i Stockholm. Alla ansågs ha exceptionella kulturarvs-värden och vid avregleringen menade man att det var ”viktigt att de kulturhistoriskt intressanta apoteken som fortfarande var i drift även fortsättningsvis skulle vara statliga”. Utöver dessa kulturapotek betraktades ytterligare tre ha kulturhistoriskt intresse: Apoteket Ugglan i Stockholm, Kronan i Skara och Örnen i Vadstena. Apoteket AB äger de fyra apoteken som utsågs i en överenskommelse mellan Apoteket AB och Farmacihistoriska Sällskapet (FHS).

## Apoteket Lejonet i Malmö
1898 flyttade Apoteket Lejonet in i de nuvarande lokalerna vid Stortorget. Apoteket hade startat på annan plats redan 1571 då det första apotekarprivilegiet i Malmö delades ut av den danske kungen, Fredrik II. Interiören går i nygotisk stil medan fasaden har drag av renässans. Apoteket har tidigare tillverkat läkemedel och under några år på 1920-talet framställdes här Sveriges första insulin. Lejonets magnifika inredning är från slutet av förra sekelskiftet och präglat av den dåvarande ägaren, John Teschs, smak.

## Apoteket Svanen i Lund
År 1627, då Skåne fortfarande var danskt, grundades Apoteket Svanen som en filial till Løweapoteket i Köpenhamn. Efter ett par decennier (1647) flyttade apoteket till den adress på Kyrkogatan, nära Lunds domkyrka, där det fortfarande ligger. Namnet Svanen fick det dock först år 1833.
Skåne blev svenskt år 1658 och Lunds universitet öppnades år 1668. Tre år senare och fram till 1852 löd apoteket under universitetet och fick då namnet Akademiapoteket. När den dåvarande ägaren, Daniel Fredrik Kehler dog 1779, tog hans änka Christina Stobeus över och blev ”akademie apotekerska”. Troligen var hon Sveriges första kvinnliga apotekare.
Perioden 1897-1899 byggdes apoteket om av ägaren Fredrik Montelin och arkitekten Folke Zettervall fick i uppdrag att rita både exteriören och den ovanliga jugendinteriören till det utseende det har idag. Inredningen består av snidad sidenvalnöt och här finns också en rad vackra intarsior föreställande medicinalväxter.

## Apoteket Storken på Östermalm i Stockholm
Apoteket Storken på Storgatan/Styrmansgatan öppnade 1898 av apotekaren Ingemar Kerfstedt och lokalen, officinen som den kallas, är i stort sett oförändrad sedan dess. Inredningen är utförd i mörk jakaranda och här finns vackert ornamenterade torn och tinnar. Taket har flera glasmålningar som symboliserar hälsa och sjukdom, alla utförda av den tyske konstnären Fritz Rosenthal. Mitt i lokalen finns fyra pampiga arbetsbänkar utförda i nygotisk stil.

## Apoteket Korpen i Gamla Stan i Stockholm
När Apoteket Korpen öppnade låg det på Södermalm och hette Apoteket Örnen. Det här var 1674 och apotekaren hette Georg Brandt. Verksamheten gick emellertid inte så bra och apotekaren fick tillåtelse att flytta till Stortorget i Gamla Stan. Mellan åren 1721 – 1859 hette apoteket Förgyllta Korpen, därefter enbart Korpen. På 1920-talet flyttade apoteket till Västerlånggatan där det bytt adress ett par gånger. Den gamla, vackra apoteksinredningen från 1924 är bevarad och är i stora delar utförd i björk.